# Ferdinand Zellbell
Ferdinand Zellbell (Estocolm, 3 de setembre de 1719 − 21 d'abril de 1780) fou un músic suec.
Deixeble del seu pare, el notable organista del mateix nom, gaudí de gran fama en el seu temps com a executant i compositor. Fou mestre de capella i mestre director de la música de la cort del rei Adolf Frederic.
Les seves obres principals foren:
- una Obertura, en estil italià, per a orquestra de corda (1742)
- el ballet-òpera Sveas kögtíd (1774)
- Il giudizio d'Aminta, òpera

I d'altres moltes obres instrumentals d'aquest autor les quals es conserven manuscrites en la Reial Acadèmia de Música d'Estocolm.